# Van Cliburn
Van Cliburn, pseudonimo di Harvey Lavan Cliburn Jr. (Shreveport, 12 luglio 1934 – Fort Worth, 27 febbraio 2013), è stato un pianista statunitense.
È noto al grande pubblico per aver partecipato al primo Concorso internazionale Čajkovskij (inaugurato a Mosca nel 1958) - la cui giuria era tra gli altri composta anche da giganti della tastiera quali Svjatoslav Richter ed Ėmil' Gilel's - e averlo vinto, divenendo una sorta di simbolo eroico agli occhi del blocco occidentale, soprattutto per i connazionali, nel contesto del continuo confronto USA-URSS svoltosi durante la guerra fredda.

## Biografia
Nato a Shreveport, in Louisiana, a tre anni prese le prime lezioni di pianoforte dalla madre, Rildia Bee O'Bryan, che era stata allieva di Arthur Friedheim, uno degli ultimi allievi di Franz Liszt. Quando Cliburn aveva sei anni, la sua famiglia si trasferì a Kilgore, nel Texas. A dodici anni vinse un concorso pianistico nazionale che gli consentì di debuttare con l'Orchestra sinfonica di Houston. A diciassette anni entrò nella prestigiosa Juilliard School di New York, dove studiò con Rosina Lhévinne, che lo avvicinò alla tradizione dei grandi compositori romantici russi. A vent'anni, Cliburn vinse il prestigioso Leventritt Award e fece il suo debutto alla Carnegie Hall sotto la direzione di Dimitri Mitropoulos suonando il concerto n.1 di Čajkovskij.

### La storica vittoria al Concorso Čajkovskij di Mosca
Fu il suo exploit a Mosca, ciò che gli diede fama internazionale. Il primo Concorso internazionale Čajkovskij (1958) fu un evento che avrebbe dovuto dimostrare la superiorità culturale dell'Unione Sovietica, in piena guerra fredda, sulla scia della vittoria tecnologica che aveva già conseguito con il lancio del satellite artificiale Sputnik nell'ottobre 1957. Il cristallino virtuosismo di Cliburn, che trasparì dall'interpretazione, durante la finale, del Concerto n. 1 di Čajkovskij e del Concerto n. 3 di Rachmaninov, gli valse una standing ovation di otto minuti.
Il presidente della giuria sovietico chiese quindi direttamente al premier Nikita Chruščёv se il primo premio potesse essere dato ad un americano. Chruščёv, forte del primato ideologico Sovietico per il lancio, l'anno precedente, dello Sputnik, chiese dunque se Cliburn fosse stato effettivamente il migliore e ad una risposta affermativa confermò: «Allora, dategli il premio!».
Cliburn tornò in patria tra grandi festeggiamenti, compresa una fastosa parata trionfale (una cosiddetta ticker-tape parade) a New York, l'unica mai concessa ad un musicista classico. Nell'arrivare al Municipio di New York disse ai presenti
(Van Cliburn al Municipio di New York nel 1958.)
Il settimanale Time lo mise quindi in copertina proclamandolo «il texano che ha conquistato la Russia». La RCA Victor lo mise sotto contratto esclusivo e la conseguente incisione del concerto n. 1 di Čajkovskij divenne il primo album di musica classica a vendere più di un milione di copie, raggiunse la prima posizione nella Billboard 200 per sette settimane, rimanendo il più venduto per più di un decennio e raggiungendo infine i tre milioni di copie vendute e tre dischi di platino. Sempre con questa incisione, Cliburn vinse il Grammy Award del 1958, premio inaugurato l'anno stesso, nella categoria Miglior interpretazione solista di musica classica con orchestra (Grammy) (Best Classical Performance - Instrumentalist (with concerto scale accompaniment), in inglese).

### Attività concertistica
Nel 1959 eseguì il Concerto per pianoforte e orchestra n. 3 (Rachmaninov) al Teatro alla Scala di Milano: l'incisione dell'esecuzione del concerto di Rachmaninov gli valse un ulteriore Grammy Award, il secondo di fila sempre nella solita categoria. Altri famosi concerti incisi da Van Cliburn furono il Concerto in la minore di Edvard Grieg, il Concerto n. 2 di Sergej Rachmaninov, il Concerto n. 4 e il Concerto n. 5 di Beethoven, il concerto n. 3 di Sergej Prokof'ev e il Concerto n. 2 di Brahms. 

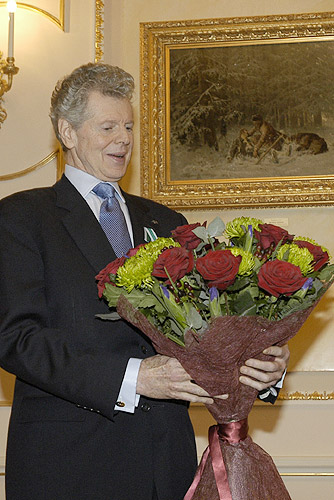
Van Cliburn alla premiazione del onorificenza dell'Ordine dell'Amicizia a Mosca, in Russia, nel 2004.

 Nel 1962 Cliburn divenne il responsabile musicale del Concorso pianistico internazionale Van Cliburn, così intitolato in suo onore, fondato da un gruppo di musicisti e cittadini di Fort Worth (Texas), divenuto in seguito uno dei più importanti concorsi pianistici del mondo. Al Lewisohn Stadium di Manhattan per il Metropolitan Opera House nel 1965 esegue il Concerto per pianoforte e orchestra n. 1 (Liszt) ed il Concerto per pianoforte e orchestra n. 1 (Čajkovskij) e nel 1966 esegue il Concerto per pianoforte e orchestra n. 2 (Brahms) ed il Concerto per pianoforte e orchestra n. 2 (Rachmaninov) al Van Cliburn Concert.

### Carriera dopo il 1978
Van Cliburn è stato attivo come concertista e in sala d'incisione sino agli anni settanta, ma nel 1978, in seguito alla morte di suo padre, che era anche il suo manager, diradò fortemente le sue apparizioni pubbliche. Nel 1987 fu invitato a suonare alla Casa Bianca per il presidente Ronald Reagan ed il suo ospite, il presidente Michail Gorbačëv, e in seguito fu invitato ad aprire la stagione del centenario della fondazione della Carnegie Hall. Nel 2001 ha ricevuto i Kennedy Center Honors, prestigiosa onorificenza conferita dal Kennedy Center for the performing arts di Washington.
Nel 2003 ha ricevuto la Presidential Medal of Freedom, conferitagli da George W. Bush, e nell'ottobre 2004 la Russian Friendship Medal, le due più alte onorificenze civili dei due paesi. Nello stesso anno, gli è stato assegnato un Grammy Award alla carriera. Ha continuato a tenere un limitato numero di concerti l'anno, con immutato successo di pubblico e critica. Nella sua carriera ha suonato per regnanti e capi di Stato di decine di stati e per ogni presidente statunitense da Harry Truman in poi. È scomparso nel 2013 all'età di 78 anni a seguito di un tumore osseo.

## Discografia parziale
- 1959, Tchaikovsky Concerto No. 1, RCA Victor Symphony Orchestra, Kirill Kondrašin & Van Cliburn, LSC-2252 RCA, vincitore della Miglior interpretazione solista di musica classica con orchestra (Grammy)  e Grammy Hall of Fame Award 2002
  - Čajkovskij, Pëtr: Concerto per pianoforte e orchestra No. 1 in Si bemolle minore, Op. 23
- 1960, Rachmaninoff Concerto No. 3, Symphony of the Air (ex NBC Symphony Orchestra), Kirill Kondrashin & Van Cliburn, LSC-2355 RCA, vincitore della Miglior interpretazione solista di musica classica con orchestra (Grammy)
  - Rachmaninov, Sergej: Concerto per pianoforte e orchestra No. 3 in Re minore, Op. 30
- 1960, Schumann Concerto, Chicago Symphony Orchestra, Fritz Reiner & Van Cliburn, LSC-2455 RCA
  - Schumann, Robert: Concerto per pianoforte e orchestra in la minore, Op. 54
- 1961, Prokofiev and MacDowell Concertos, Chicago Symphony Orchestra, Walter Hendl & Van Cliburn, LSC-2455 RCA
  1. Prokof'ev, Sergej: Concerto No. 3 per pianoforte e orchestra in Do maggiore, Op. 26
  2. MacDowell, Edward: Concerto No. 2 per pianoforte e orchestra in Re minore, Op. 23
- 1961, Beethoven “Emperor” Concerto, Chicago Symphony Orchestra, Fritz Reiner & Van Cliburn, LSC-2562 RCA
  - Beethoven, Ludwig van: Concerto No. 5 "L'imperatore" per pianoforte e orchestra in Mi bemolle maggiore, Op. 73
- 1961, My Favorite Chopin, Van Cliburn, LSC-2576 RCA
- 1962, Brahms Concerto No. 2, Chicago Symphony Orchestra, Fritz Reiner & Van Cliburn, LSC-2581 RCA
  - Brahms, Johannes: Concerto No. 2 per pianoforte e orchestra in Si bemolle maggiore, Op. 83

## Onorificenze

### Onorificenze statunitensi
(Motivazione del premio.)